# Ульф Мербольд
Ульф Дітріх Мербольд (нім. Ulf Dietrich Merbold; нар. 20 червня 1941) — німецький космонавт.

## біографія
Народився 20 червня 1941 року в місті Грайц, Тюрингія.
У 1968 році отримав диплом з фізики в Університеті міста Штутгарт (НДР).
Співробітник Науково-дослідного металургійного інституту імені Макса Планка.
У 1976 році здобув ступінь доктора природничих наук у Штутгартському університеті.
У 1977 році брав участь у першому наборі астронавтів ЄКА за програмою «Spacelab». Був одним із п'яти кандидатів від Німеччини. 18 травня 1978 року увійшов до числа 3 фіналістів для здійснення польоту як фахівець з корисного навантаження. З серпня 1978 року розпочав загальнокосмічну підготовку в США і Європі.
З січня 1982 року розпочав підготовку до польоту в Космічному центрі імені Маршалла у Гантсвіллі. 20 вересня 1982 року отримав призначення в екіпаж шатла «Колумбія» для здійснення польоту за програмою STS-9 (Spacelab-1), як фахівець з корисного навантаження.
У 1984 році призначений дублером двох німецьких астронавтів, яким належало здійснити політ у 1985 році на шатлі «Челленджер» (місія STS-61-A, корисне навантаження — німецький модуль «Spacelab D-1»). Під час польоту виконував функції координатора по зв'язку з екіпажем.
З 1986 року працював у Європейському центрі космічних досліджень і технологій в Нордвіку (Голландія). 1 вересня 1987 року був затверджений на посаді очільника загону астронавтів Німецького аерокосмічного центру.
11 січня 1989 року названий кандидатом на політ як фахівець з корисного навантаження в екіпаж шатла для здійснення польоту за програмою STS-42 (Міжнародна лабораторія мікрогравітації). З квітня 1989 року розпочав тренування для здійснення цього польоту. 19 січня 1991 року був затверджений як основний спеціаліст з корисного навантаження.
Під час польоту двох німецьких астронавтів за програмою «Spacelab D-2» у квітні-травні 1993 року виконував функції наукового координатора в німецькому центрі управління польотом.
У серпні 1993 року розпочав тренування і навчання в ЦПК ім. Ю. О. Гагаріна у рамках підготовки до спільного польоту за програмою EUROMIR-94. Отримав призначення в основний екіпаж КК «Союз ТМ-20».
З січня 1995 по жовтень 1999 року очолював відділ астронавтів у Європейському центрі астронавтів в Кельні (ФРН).
З кінця 1999 по 30 липня 2004 року працював в Управлінні пілотованих польотів і мікрогравітації в Європейському центрі космічних досліджень і технологій.

## Космічні польоти

### 1983
Свій перший космічний політ Ульф Мербольд здійснив з 28 листопада по 8 грудня 1983 року як фахівець з корисного навантаження в екіпажі шатла «Columbia» STS-9.
Тривалість польоту склала 10 діб 7 годин 48 хвилин 17 секунд.

### 1992
Другий космічний політ Ульф Мербольд здійснив з 22 по 30 січня 1992 року як фахівець з корисного навантаження в екіпажі шатла «Discovery» STS-42.
Тривалість польоту склала 8 діб 1 годину 15 хвилин 43 секунди.

### 1994
Третій і останній свій космічний політ Ульф Мербольд здійснив з 3 жовтня по 4 листопада 1994 року як космонавт-дослідник. Стартував на КК «Союз ТМ-20» разом з Олександром Вікторенком (командир) і Оленою Кондаковою (бортінженер). 5 жовтня здійснено стикування з ОС «Мир», де працював екіпаж основної 16-ї експедиції (Юрій Маленченко і Талгат Мусабаєв). Після зміни екіпажу і заміни корабля рятувальника 4 листопада КК «Союз ТМ-19» відстикувався від станції «Мир». На Землю повернувся разом із Юрієм Маленченком і Талгатом Мусабаєвим.
Тривалість польоту склала 31 день 12 годин 35 хвилин 56 секунд.

## Нагороди
Нагороджений орденом Дружби (1995) і медаллю «За заслуги в освоєнні космосу» (Указ Президента РФ № 437 від 12.04.2011).